# Country soul
Country soul – gatunek muzyczny, łączący southern soul z muzyką country. Za pioniera tego stylu uznawany jest przede wszystkim Ray Charles. Do innych artystów country soulowych należą m.in. Solomon Burke i Percy Sledge.

## Country soulowi artyści
Najsłynniejsi artyści wykonujący muzykę country soulową:
- Arthur Alexander
- William Bell
- Solomon Burke
- James Carr
- Ray Charles
- Delaney, Bonnie & Friends
- „Big” Al Downing
- Dobie Gray
- Roy Head
- Eddie Hinton
- Jimmy Hughes
- Millie Jackson
- Bettye Lavette
- Jimmy Lewis
- Esther Phillips
- The Pointer Sisters (początki kariery)
- Charlie Rich
- Percy Sledge
- Joe Simon
- O.C. Smith
- The Staple Singers
- Mavis Staples
- Roebuck „Pops” Staples
- Candi Staton
- Bettye Swann
- Tony Joe White